# Jules Verreaux

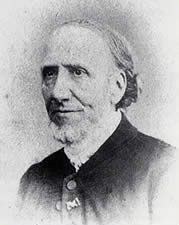
Jules Verreaux

Jules Pierre Verreaux (* 24. August 1807 in Paris; † 7. September 1873 in Paris im 3. Arrondissement) war ein französischer Pflanzensammler und Ornithologe.

## Leben und Wirken
Im Jahr 1803 eröffnete der Vater Pierre-Jacques Verreaux den ersten Naturalienhandel am Place de Vosges in Paris, ein Geschäft, das später als Maison Verreaux bekannt wurde. Der Vater heiratete Joséphine Delalande, eine Schwester von Pierre Antoine Delalande (1787–1823), der zu dieser Zeit als Präparator für Étienne Geoffroy Saint-Hilaire (1772–1844) am Muséum national d’histoire naturelle diente. Als Delalande 1818 im Auftrag des Pariser Museums auf eine dreijährige Expedition nach Südafrika geschickt wurde, durfte ihn der erst zwölfjährige Junge Jules in die Ferne begleiten. Dieses Erlebnis galt als Initialzündung für sein Interesse an der Naturkunde. Von der Reise brachten sie mehr als 130.000 gesammelte Naturalien mit. Die Großzahl der Exemplare bestand aus Pflanzen, aber beinhaltete auch fast 300 Säugetiere, 2000 Vogelbälge und mehr als 4000 Muscheln.
Nach der Rückkehr aus Südafrika studierte er unter der Anleitung von Georges Cuvier (1769–1832) am Pariser Museum. Nach dem Tode seines Mentors Delalande kehrte er 1825 abermals ins Kapland zurück. Von 1829 bis 1838 wirkte er als Kurator in Kapstadt am Museum des South African Literary and Scientific Institution von Andrew Smith (1797–1872). Die Sammlung des Museums setze sich aus den Sammlungen des Barons Carl von Ludwig (1784–1847), Andrew Smith, den Verreaux und des staatseigenen Institutes zusammen. Die Verreaux-Sammlung blieb stets in Privateigentum und stand dem Museum nur auf Leihbasis zur Verfügung. Zunächst kaufte er in Südafrika für seinen Vater große Tiersammlungen zusammen und bat 1830 seinen jüngeren Bruder Édouard Verreaux (1810–1868), nach Kapstadt zu kommen, um die Präparate sicher nach Paris zu befördern. Getrieben von den Geschäftserfolgen kehrte Édouard zusammen mit Bruder Joseph Alexis Verreaux (?-1868) im Jahr 1831 nach Südafrika zurück.

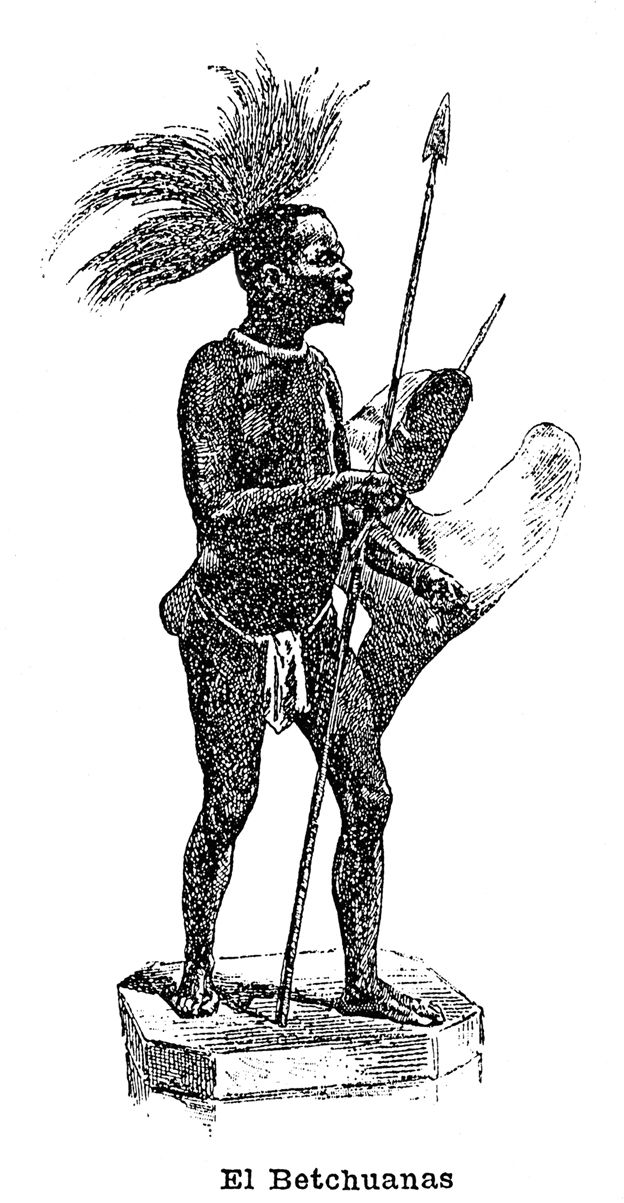
Ausgestopfter Mensch

Einen später zweifelhaften Ruhm erlangte er durch die Häutung und Ausstopfung des 1831 verstorbenen und von ihm ausgegrabenen Schwarzafrikaners „El Negro“, der 1888 auf der Weltausstellung in Barcelona präsentiert und am Ende bis 1997 in Banyoles ausgestellt wurde.
Im Jahr 1833 begann Édouard alleine eine Reise von Südafrika nach Südostasien, die ihn über Sumatra, Java, die Philippinen, Cochinchina bis nach China führte. Jules und Alexis blieben in Südafrika zurück. Während Jules sich seinen Unterhalt als Tierpräparator und Schausteller zoologischer Merkwürdigkeiten verdiente, betrieb Alexis, der bis zu seinem Tod in Südafrika lebte, einen Schießpulverladen. Jules erwarb die Vogelsammlung, die der Offizier und Naturforscher Victor Sganzins (1799–1841) von 1831 bis 1832 an der Ostküste Madagaskars gesammelt hatte. Bei seiner Rückkehr nach Paris im Jahre 1838 verlor er seine gesamte Sammlung, als das Schiff Lucullus mit der wertvollen Ladung vor La Rochelle an der Ostküste Frankreichs kenterte. Verreaux schwamm noch an Land.
Im Jahr 1842 trat er im Auftrag des Pariser Museums seine dritte und letzte Reise in die Ferne an. So sammelte er fünf Jahre lang in Australien und Tasmanien. Von der Expedition brachte er ca. 11.500 naturhistorische Sammlerstücke mit nach Hause.
In der Folge widmete er sich in Paris zusammen mit Édouard der fachlichen Leitung des Maison Verreaux, das sich inzwischen am Place Royale 9 in Paris befand. Als Kenner exotischer Vögel erwarb sich insbesondere Jules einen ausgezeichneten Ruf unter den Experten. Das Haus hatte inzwischen einen so guten Ruf, dass sich die Firma zahlreiche Ausbeuten erfolgreicher Reisender sichern konnte. Jules bearbeitete die Exponate selbst und es hieß, dass er Charles Lucien Jules Laurent Bonaparte (1803–1857) bei der Abfassung des zweiten Bandes seines Conspectus generum avium wesentlich geholfen habe. Im Jahr 1864 wurde er als Nachfolger von Florent Prévost (1794–1870) naturwissenschaftlicher Assistent (aide-naturaliste) des Museums. Als Mitarbeiter von Alphonse Milne-Edwards (1835–1900) kümmerte er sich um die Novitäten, die der Lazaristenpater Armand David (1826–1900) seit 1862 von West- und Zentralchina an das Museum schickte. Später erreichten das Museum weitere Präparate aus Tibet, die Verreaux unter Titeln wie Notes sur quelques oiseaux considérés comme nouveaux: provenant du voyage de l’Abbé Armand David dans le Thibet oriental in der Museumszeitschrift Nouvelles archives du Muséum d’histoire naturelle beschrieb.
Als sich 1870 die deutschen Truppen im Deutsch-Französischen Krieg Paris näherten, floh Verreaux nach London. Hier lernte er den jungen Richard Bowdler Sharpe (1847–1909) kennen, der über ihn schrieb:

“He possessed an immense knowledge of birds, probably greater than any man of his generation.”

„Er besaß ein enormes Wissen über Vögel, wahrscheinlich größer, als irgend ein Mensch seiner Generation).“

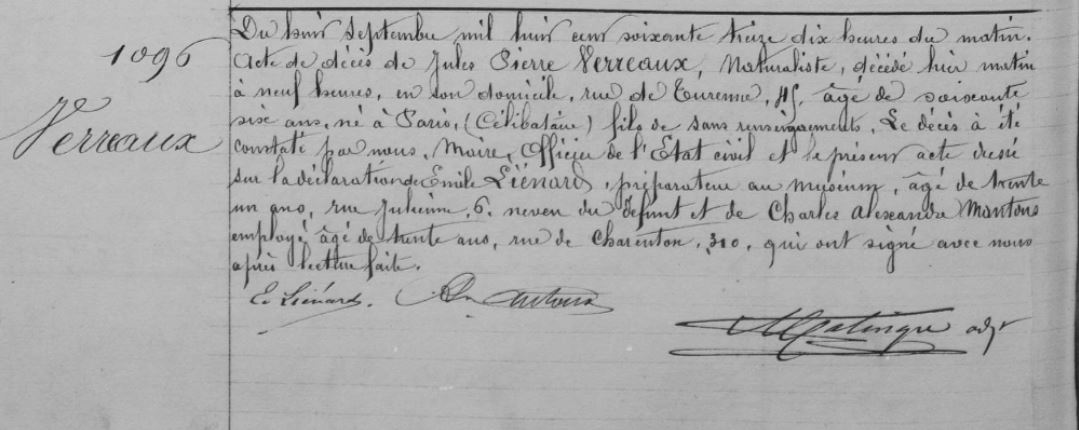
Eintrag seines Todes im 3. Arrondissement von Paris

Nach seinem Tod übernahm Émile Oustalet (1844–1905) sein Amt am Museum, der zusammen mit Pater Armand schließlich mit dem Buch Les oiseaux de la Chine das Werk Verreaux’ vollendet.

## Der Wissenschaftler Jules Verreaux
Sowohl Jules als auch Édouard beschränkten ihre Aktivitäten nicht nur auf den Naturalienhandel. So publizierten sie im Jahr 1832 ein Buch zur Geographie und Geschichte Australiens. Zusammen mit Marc Athanase Parfait Œillet Des Murs (1804–1894) schrieb er über die Vögel Neukaledoniens. Überhaupt verband ihn eine sehr freundschaftliche Beziehung zu Œillet Des Murs. Zunächst stellte er Œillet Des Murs 1840 der Société cuviérienne vor, und im Jahre 1842 schrieb dieser einen Artikel über Verreaux mit dem Titel Voyage de M. Jules Verreaux à la Nouvelle-Hollande, in dem er den bisherigen Werdegang Verreauxs in Südafrika skizzierte und dessen Regierungsauftrag für eine Reise nach Australien beschrieb. Œillet Des Murs war es auch, der im Bulletin de la Société nationale d'acclimatation de France einen Nachruf auf Jules Verreaux schrieb. In seinen Publikationen arbeitete er neben seinem Bruder Édouard und Œillet Des Murs, u. a. mit Étienne Mulsant (1797–1880) und Paul Gervais (1816–1879) zusammen. Zusätzlich edierte er zahlreiche Werke wie Jean-Charles Chenus (1808–1879) Leçons élémentaires sur l’histoire naturelle des oiseaux. Auch der Baron Frédéric de Lafresnaye (1783–1861) griff 1847 in seinen Artikeln Observation sur les mœurs d’un grand nombre d’espèces d’oiseaux d’Australie et de la Tasmanie, faites par M. J. Verreaux pendant un séjour de cinq années dans ces contrées, et suvies de quelques réflextion scientifique und Observation sur les mœurs d’un grand nombre d’oiseaux; par M. J. Verreaux; suivies de quelques réflexions in der französischen Fachzeitschrift Revue zoologique auf die Expertise und die Schilderungen Verreauxs zurück. Seine letzte Publikation erschien postum, da Alphonse Milne-Edwards das Manuskript erst sehr spät in den Unterlagen von Verreaux entdeckt hatte.
Trotz des guten Rufes des Maison Verreaux schienen die Brüder zumindest was die Oologie betraf nicht die beste Adresse. So beklagte Thomas Powys, 4. Baron Lilford (1833–1896), dass er von den Brüdern Eier und Vogelbälge erworben hatte und diese mangelhaft und falsch gekennzeichnet waren. Oft fehlten essentielle wissenschaftliche Daten wie Ort und Zeit der Entdeckung. Diese Tatsache ist umso verwunderlicher, da Verreaux 1862 in Revue et magasin de zoologie pure et appliquée eine französische Übersetzung von Alfred Newtons (1829–1907) Suggestions for forming Collections of Birds’ Eggs lieferte.
Nach dem Tode Lafresnayes stand dessen Sammlung zum Verkauf. Der Katalog für die Auktion der ornithologischen Sammlung wurde durch Jules Verreaux erstellt, der sich für seine Arbeiten ganze 3 Monate auf das Schloss in Falaise begab. Der Katalog und die Sammlung ging noch vor Auktionsbeginn an Henry Bryant (1820–1867), der die Sammlung für die Boston Society of Natural History erworben hatte.

## Dedikationsnamen

### Ausschließlich für Jules Verreaux
René Primevère Lesson (1794–1849) beschrieb 1831 erstmals den Kaffernadler (Aquila verreauxii). In seiner Beschreibung hieß es:

« L’oiseaux que M. Verreaux, voyageur naturaliste qui explore en ce moment l’extrémité australe d’Afrique, vient d’adresser à son père à Paris, est sans contredit un des aigles les plus remarquables par la coloration franche du plumage. L’aigle Verreaux fait partie de la collection de M. Audenet, amateur distingué d’ornithologie, à Paris. »

„Der Vogel den der reisende Naturforscher Herr Verreaux, der derzeit die Südspitze Arikas erforscht, an seinen Vater in Paris geschickt hat, ist zweifellos ein sehr bemerkenswerter Adler mit einer reinen Färbung des Gefieders. Der Verreaux-Adler ist Bestandteil der Sammlung von Herrn Audenet (1800–1872), eines anerkannten Amateurornithologen aus Paris.)“

Der Weltenbummler und Naturforscher Alfred Grandidier (1836–1921) zollte ihm 1867 mit den wissenschaftlichen Namen für den Larvensifaka (Propithecus verreauxi) und den  Breitschopf-Seidenkuckuck (Coua verreauxi) seine Anerkennung. So schrieb er in einem Brief, der in Revue et magasin de zoologie pure et appliquée veröffentlicht wurde:

« Les deux Centropus que j’ai dénommés Leucouroptyga et Sakalava ne sont aussi, après examen approfondi, dans lequel M. Jules Verreaux a eu la bonté de m’aider de ses savants conseils, que des variétés d’âge du Centropus Lafresnayanus. »

„Die zwei Spornkuckucke, die ich Leucouroptyga und Sakalava genannt hatte, sind nach einer genaueren Untersuchung, bei der mir Herr Jules Verreaux freundlicherweise mit seinen wissenschaftlichen Ratschlägen half, eine altersbedingte Varietät des Tulukuckucks (da es sich bei Centropus Lafresnayanus um ein Synonym für Centropus toulou handelt.)“

Später bei der Beschreibung der Vögel hieß es:

« C’est à M. Jules Verreaux que je dois d’avoir reconnu l’identité de ces deux oiseaux. (deutsch: Sie sind für Jules Verreaux, in der Anerkennung seiner Hilfe bei der Identifikation dieser beiden Vögel). »

1854 ehrte ihn Charles Lucien Jules Laurent Bonaparte im Namen des Gelbbrusttinamu (Nothocercus julius).
Der englische Zoologe Richard Bowdler Sharpe (1847–1909) nannte 1883 Goldstirn-Papageimeise (Paradoxornis verreauxi), ein Vogel, der bereits 1870 von Verreaux unter dem Namen Suthora gularis beschrieben wurde. Sharpe schlug diesen Namen vor, da Suthora gularis bereits 1845 von George Robert Gray (1808–1872) für den  Graukopf-Papageischnabel (Paradoxornis gularis) verwendet wurde und dies laut den Internationalen Regeln für die Zoologische Nomenklatur einen Namenskonflikt darstellte. J. de la Berge nannte 1851 Alcedo Verreauxii nach ihm, der heute als Unterart des Menintingeisvogel (Alcedo meninting verreauxi) geführt wird.
Daniel Giraud Elliot (1835–1915) beschrieb 1870 eine Unterart des Kräuselhauben-Perlhuhns, dass heute als Guttera pucherani verreauxi geführt wird. Auch wenn Édouard das Exemplar erledigt hatte, widmete er den Namen seinem guten Freund Jules Verreaux.
Mit Conger verreauxi widmete Johann Jakob Kaup (1803–1873) ihm im Jahr 1856 das Binomen einer zu der Familie der Meeraale gehörenden Fischart. Er begründete dies wie folgt:

„Nach meinem verehrten Freunde Julius Verreaux genannt, welcher ihn in Australien sammelte“

Auch im Artepitheton eines Gekkos findet sich sein Name wieder. So nannte Robert Christopher Tytler (1818–1872) im Jahr 1865 eine Gekkoart Gekko verreauxi. Zur Begründung des Namens schrieb er:

“I have named it after my esteemed friend M. Jules Verreaux of Paris, the great and well known naturalist.”

„Ich habe ihn nach meinem angesehenen Freund Herrn Jules Verreaux aus Paris benannt, dem großen und bekannten Naturforscher.“

Da Jules Verreaux zwischen 1829 und 1838 als Kurator am South African Literary and Scientific Institution tätig war und somit in engem Kontakt mit Andrew Smith stand, wurde ihm zu Ehren auch die Verreaux-Wiesenratte (Myomyscus verreauxii) gewidmet. Smith beschrieb sie 1834 im South African quarterly journal unter dem Namen Mus Verroxii (Verreaux’s Mouse).

### Für die Brüder
Die Blauringtaube (Leptotila verreauxi), die Charles Lucien Jules Laurent Bonaparte (1803–1857) im Jahr 1857 beschrieb, ist nicht ausschließlich Jules, sondern wahrscheinlich auch seinem Bruder Édouard gewidmet. So schrieb Bonaparte:

« Un magnifique exemplaire adulte a été procuré par MM. Verreaux au Muséum, qui possède l’espèce tous ses états d’âge et de sexe…. en magasin. »

„Ein prachtvolles ausgewachsenes Exemplar, welches von den Herren Verreaux aus dem Museum bereitgestellt wurde, die die Art in jeglichem Alter und Geschlecht besitzen…. in ihrem Lager.)“

Eine Unterart des Gelbflankenspecht (Celeus grammicus verreauxii), die Alfred Malherbe (1804–1865) unter dem Namen Celeopicus Verrauxii beschrieb, ist ebenfalls den Brüdern gewidmet. Als Begründung für den Namen diente Malherbe:

« C’est la république de L’Équateur (Amérique mèridionale) que MM. Verreaux ont reçu récemment cette nouvelle espèces, à laquelle j’ai donné leur nom, et dont je ne connais encore que deux femelles. »

„Es ist die Republik Ecuador (Südamerika), aus der die Herren Verreaux diese neue Art bekommen haben und für die ich diesen Namen vergebe, und von der ich nur zwei Weibchen kenne.“

Hermann Schlegel (1804–1884) zeigte 1854 in einer Analyse des Musophaga Persa (heute Guinea-Turako Tauraco persa), dass die heutige Unterart des Blaurückenturakos Tauraco macrorhynchus verreauxii, die die Gebrüder Verreaux als Guinea-Turako klassifiziert hatten, sich deutlich unterscheidet. So schrieb er in seiner Analyse:

„Später zeigten die Gebrüder Verreaux, dass diese Ansicht falsch sei. Die von Hrn Verreaux als Persa aufgeführte Art ist durchaus verschieden von der wahren Persa; sie ist offenbar neu und mag daher M. Verreauxii heissen.“

## Mitgliedschaften
Am 17. Juni 1829 trafen sich in der öffentlichen Bibliothek von Kapstadt verschiedene Herren, um das South African Institution zu gründen. Eines der Gründungsmitglieder ist Verreaux.
Im Jahr 1839 wird er von Alexandre Ricord (1798–1876) als Mitglied Nummer 156 der Société Cuvierienne vorgestellt. Zur Vorstellung heißt es:

“156. M. Jules Verreaux, naturaliste voyageur, présenté par M. Ricord”

„Herr Jules Verreaux, reisender Naturforscher, präsentiert von Herrn Ricord“

Für die Gesellschaft warb er andere Mitglieder, und im Jahr 1840 präsentierte er der Gesellschaft mit Mitglied 199 den Anwalt Œillet Des Murs. und 1843 mit Mitglied 286 F. Bureau aus Paris.
Bereits 1853 wird er von Heinrich Gottlieb Ludwig Reichenbach (1793–1879) zusammen mit seinem Bruder als Ehrenmitglied der Deutschen Ornithologen-Gesellschaft vorgeschlagen und schließlich auch gewählt. Im Jahr 1866 ernannte ihn die British Ornithologists’ Union ebenfalls zum Ehrenmitglied.
Nach dem Tod von Charles Lucien Jules Laurent Bonaparte war er Mitglied einer Kommission von Gelehrten, die zu Ehren des Verstorbenen eine Gedenkmünze in Gold, Silber und Bronze auf Bestellung prägen wollte. Neben Verreaux waren aus Frankreich die Gelehrten Louis Joseph Napoléon Graf von Cambacérès (1832–1868), Léonce Élie de Beaumont (1798–1874), Alfred Moquin-Tandon (1804–1863), Félicien de Saulcy (1807–1880), Charles de Souancé (1823–1896), Joseph Paul Gaimard (1796–1858), Félix Édouard Guérin-Méneville (1799–1874) und Jules Bourcier (1797–1873) mit im Ausschuss. Aus England vertraten John Edward Gray (1800–1875) und John Gould (1804–1881), aus Deutschland Heinrich Gottlieb Ludwig Reichenbach, Karel Johan Gustav Hartlaub (1814–1900) und Jean Louis Cabanis (1816–1906), aus Italien Filippo De Filippi (1814–1867), aus Belgien Bernard Amé Léonard Du Bus de Gisignies (1808–1874) und aus den Niederlanden Hermann Schlegel (1804–1884) die Kommission.

## Erstbeschreibungen von Jules Verreaux
Jules Verreaux hat viele Familien,  Gattungen, Arten und Unterarten als Erstautor beschrieben.

### Familien
Zu den Familien, die Jules Verreaux beschrieben hat:
- Tarsipedidae Gervais & Verreaux,1842

### Gattungen
Zu den Gattungen, die Jules Verreaux beschrieben hat:
- Tarsipes Gervais,  & Verreaux, 1842
- Tricholaema Verreaux, J & Verreaux, E, 1855
- Ixonotus Verreaux, J & Verreaux, E, 1855
- Rhynochetos Verreaux, J & Des Murs, 1860
- Elvira Mulsant, Verreaux, J & Verreaux, E, 1866
- Ampelioides Verreaux, J, 1867
- Megalurulus Verreaux, J, 1869

### Arten
Zu den Arten, die Jules Verreaux beschrieben hat, gehören chronologisch:
- Madagaskarbrachschwalbe (Glareola ocularis) Verreaux, J, 1833
- Madagaskarralle (Rallus madagascariensis) Verreaux, J, 1833
- Madagaskarsperber (Accipiter madagascariensis) Verreaux, J, 1833
- Honigbeutler (Tarsipes rostratus) Gervais  & Verreaux, 1842
- Adansonwachtel (Coturnix adansonii) Verreaux, J  & Verreaux, E, 1851
- Blaßstirnschwärzling (Nigrita luteifrons) Verreaux, J  & Verreaux, E, 1851
- Fleckenbülbül (Ixonotus guttatus) Verreaux, J  & Verreaux, E, 1851
- Gabunspecht (Dendropicos gabonensis) (Verreaux, J  & Verreaux, E, 1851)
- Gelbschnabel-Bartvogel (Trachylaemus purpuratus) (Verreaux, J  & Verreaux, E, 1851)
- Grünscheitel-Nektarvogel (Cinnyris johannae) Verreaux, J  & Verreaux, E, 1851
- Kappenastrild (Estrilda atricapilla) Verreaux, J  & Verreaux, E, 1851
- Kastanienliest (Halcyon badia) Verreaux, J  & Verreaux, E, 1851
- Malherbetaube (Columba malherbii) Verreaux, J  & Verreaux, E  1851
- Samtglanzstar (Lamprotornis purpureiceps) (Verreaux, J  & Verreaux, E, 1851)
- Senegal Goldbürzel-Bartvogel (Pogoniulus leucolaimus) (Verreaux, J  & Verreaux, E, 1851)
- Violettmantel-Hyliota (Hyliota violacea) Verreaux, J  & Verreaux, E, 1851
- Violettschwanz-Nektarvogel (Anthreptes aurantium) Verreaux, J & Verreaux, E  1851
- Dreilappenkotinga (Procnias tricarunculatus) (Verreaux, J  & Verreaux, E, 1853)
- Einfarbmeise (Parus funereus) (Verreaux, J  & Verreaux, E, 1855)
- Gabunbatis (Batis minima) (Verreaux, J  & Verreaux, E, 1855)
- Schwarzflügelpirol (Oriolus nigripennis) Verreaux, J  & Verreaux, E, 1855
- Schäpperwürger (Megabyas flammulatus) Verreaux, J  & Verreaux, E, 1855
- Goldbülbül (Calyptocichla serina) (Verreaux, J & Verreaux, E, 1855)
- Graubauch-Mausspecht (Sasia africana) Verreaux, J  & Verreaux, E, 1855
- Rotbrusthabicht (Accipiter toussenelii) (Verreaux, J, Verreaux, E  & Des Murs, 1855)
- Rotrücken-Mausvogel (Colius castanotus) Verreaux, J  & Verreaux, E, 1855
- Schwarzflügelpirol (Oriolus nigripennis) Verreaux, J  & Verreaux, E, 1855
- Weißschwanzbülbül (Baeopogon indicator) (Verreaux, J  & Verreaux, E, 1855)
- Glanzwitwe (Vidua hypocherina) Verreaux, J  & Verreaux, E, 1856
- Schwarzrückenmonarch (Monarcha castaneiventris) Verreaux, J, 1858
- Turatiwürger (Laniarius turatii) (Verreaux, J, 1858)
- Ultramarinliest (Todiramphus leucopygius) (Verreaux, J, 1858)
- Diademzierlori (Charmosyna diadema) (Verreaux, J  & Des Murs, 1860)
- Kagu (Rhynochetos jubatus) Verreaux, J  & Des Murs, 1860
- Pelzralle (Gallirallus lafresnayanus) Verreaux, J & Des Murs, 1860
- Rotgesicht-Honigfresser (Gymnomyza aubryana) (Verreaux, J & Des Murs, 1860)
- Neukaledoniensittich (Cyanoramphus saisseti) Verreaux, J & Des Murs, 1860
- Rotsteiß-Raupenfänger (Coracina analis) (Verreaux, J  & Des Murs, 1860)
- Beaudouin-Schlangenadler (Circaetus beaudouini) Verreaux, J  & Des Murs, 1862
- Madagaskarweihe (Circus maillardi) Verreaux, J, 1862
- Chinakleiber (Sitta villosa) Verreaux, J, 1865
- Biakliest (Tanysiptera riedelii) Verreaux, J, 1866
- Diademfaulvogel (Hapaloptila castanea) (Verreaux, J, 1866)
- Kleinantillen-Schnäppertyrann (Contopus latirostris) (Verreaux, J 1866)
- Malegassensegler (Zoonavena grandidieri) (Verreaux, J, 1867)
- Rotsteißbartvogel (Megalaima lagrandieri) Verreaux, J, 1868
- Braunkehl-Keilschwanzhuhn (Tetraophasis obscurus) (Verreaux, J, 1869)
- Diademyuhina (Yuhina diademata) Verreaux, J, 1869
- Verreaux-Buschsänger (Megalurulus mariei) Verreaux, J, 1869
- Prachthäherling (Garrulax formosus) (Verreaux, J, 1869)
- Riesenpfäffchen (Sporophila frontalis) (Verreaux, J, 1869)
- Graukehl-Papageimeise (Paradoxornis alphonsianus) (Verreaux, J, 1870)
- Bergalcippe (Alcippe striaticollis) (Verreaux, J, 1870)
- Binden-Zaunkönigstimalie (Spelaeornis troglodytoides) (Verreaux, J, 1870)
- Braunkopf-Alcippe (Alcippe cinereiceps) (Verreaux, J, 1870)
- Rubingimpel (Carpodacus vinaceus) Verreaux, J, 1870
- Daviderdsperling (Pyrgilauda davidiana) Verreaux, J, 1870
- Dreizehen-Papageimeise (Paradoxornis paradoxus) (Verreaux, J, 1870)
- Edwards-Gimpel (Carpodacus edwardsii) Verreaux, J, 1870
- Elliothäherling (Garrulax elliotii) (Verreaux, J, 1870)
- Fichtenschnäpper (Ficedula hodgsonii) (Verreaux, J, 1870)
- Swinhoebuschsänger (Cettia acanthizoides) (Verreaux, J, 1870)
- Rußschwanzmeise (Aegithalos fuliginosus) (Verreaux, J, 1870)
- Riesenhäherling (Garrulax maximus) (Verreaux, J, 1870)
- Rotscheitelalcippe (Alcippe ruficapilla) (Verreaux, J, 1870)
- Rotschwanztimalie (Moupinia poecilotis) (Verreaux, J, 1870)
- Streifenbabax (Babax lanceolatus) (Verreaux, J, 1870)
- Wellenhäherling (Garrulax lunulatus) (Verreaux, J, 1870)
- Bindengimpel (Carpodacus trifasciatus) Verreaux, J, 1871
- Natalhonigfresser (Promerops gurneyi) Verreaux, J, 1871

### Unterarten
Zu den Unterarten, die Jules Verreaux beschrieben hat, gehören chronologisch:
- Gelbkehl-Bartvogel (Pogoniulus subsulphureus flavimentum) (Verreaux, J & Verreaux, E, 1851)
- Papageischnabelpfäffchen (Sporophila peruviana devronis) (Verreaux, J, 1852)
- Braunschwanzsittich (Pyrrhura melanura souancei) (Verreaux, J, 1858)
- Schuppenbartvogel (Pogoniulus scolopaceus flavisquamatus) (Verreaux, J & Verreaux, E, 1855)
- Wegebussard (Buteo magnirostris pucherani) (Verreaux, J & Verreaux, E, 1855)
- Schimmerkuckuck (Phaenicophaeus curvirostris oeneicaudus) (Verreaux, J & Verreaux, E, 1855)
- Fleckenbartvogel (Tricholaema hirsuta flavipunctata) Verreaux, J & Verreaux, E, 1855.[33]
- Eichelhäher (Garrulus glandarius minor) Verreaux, J, 1857
- Montezumawachtel (Cyrtonyx montezumae sallei) Verreaux, J, 1859
- Allfarblori (Trichoglossus haematodus deplanchii) Verreaux, J & Des Murs, 1860
- Schwarzkinn-Fruchttaube (Ptilinopus leclancheri gironieri) (Verreaux, J & Des Murs, 1862)
- Blutfasan (Ithaginis cruentus geoffroyi) Verreaux, J, 1867
- Gouldnektarvogel (Aethopyga gouldiae dabryii) (Verreaux, J, 1867)
- Rotbrustspecht (Dendrocopos cathpharius pernyii) (Verreaux, J, 1867)
- Schmalschwanz-Ohrfasan  (Crossoptilon crossoptilon drouynii) Verreaux, J, 1868
- Dreizehenspecht (Picoides tridactylus funebris) Verreaux, J, 1870
- Goldalcippe (Alcippe chrysotis swinhoii) (Verreaux, J, 1870)
- Kastaniendrossel (Turdus rubrocanus gouldi) (Verreaux, J, 1870)
- Schwarzscheitelhäherling (Garrulax affinis blythii) (Verreaux, J, 1870)
- Kleiber (Sitta europaea sinensis) Verreaux, J, 1870
- Schwanzmeise (Aegithalos caudatus vinaceus) (Verreaux, J, 1870)
- Darjeelingspecht (Dendrocopos darjellensis desmursi) (Verreaux, J, 1870)
- Blaukehl-Breitschnabelkolibri (Cynanthus latirostris magicus) (Mulsant & Verreaux, J, 1872)

## Werke

### Jahr 1832
- Zusammen mit Édouard Verreaux: Illustrations de L’Océanie en estampes ou Description géographique et historique de toutes les îles du Grand Océan et du continent de la Nouvelle Hollande, Notasie, Polynésie, Australie. Librairie Nepveu, Paris 1832 (gallica.bnf.fr [abgerufen am 24. September 2011]).

### Jahr 1833
- in Andrew Smith: Recommendations of the Sub-Committes of British Association for Advancement of Science (nur Beschreibungen Accipiter Madagascuriensis, Galareola ocularis, Rallus Madagascariensis auf Seite 80). In: South African quarterly journal. Nr. 1, 1833, S. 76–80 (archive.org [abgerufen am 1. Oktober 2011]).

### Jahr 1842
- Zusammen mit Paul Gervais: On a new genus of Marsupial Animals, Tarsipes rostratus (Brief). In: Proceedings of the Zoological Society of London. Band 10, 1842, S. 1–5 (biodiversitylibrary.org [abgerufen am 1. Oktober 2011]).

### Jahr 1848
- Observation sur l’introduction et l’acclimation de divers Mammifères et Oiseaux de la Tasmanie et de l’Australie, communiquée à M. Is. Geoffroy-Sant Hilaire, le 3 décembre 1847. In: Revue zoologique. Band 11, 1848, S. 70–74 (gallica.bnf.fr [abgerufen am 3. Oktober 2011]).
- Observation sur L’Ornithorynque; Par M. Jules Verreaux. In: Revue zoologique. Band 11, 1848, S. 127–134 (gallica.bnf.fr [abgerufen am 3. Oktober 2011]).

### Jahr 1849
- zusammen mit Marc Athanase Parfait Œillet Des Murs: Description d’une nouvelle espèce de Perroquet par MM. Jules Verreaux et O. Des Murs, Cuculus macrourus. In: Revue et magasin de zoologie pure et appliquée. Band 1, 1849, S. 58 (biodiversitylibrary.org [abgerufen am 29. September 2011]).
- Notice sur le Podargus cinereus, Cuv. (Gould, Birds of Australia), par M. Jules Verreaux. In: Revue et magasin de zoologie pure et appliquée. Band 1, 1849, S. 59–64 (biodiversitylibrary.org [abgerufen am 29. September 2011]).
- Note sur les mœurs do Mœnura Superba, par M. Jules Verreaux. In: Revue et magasin de zoologie pure et appliquée. Band 1, 1849, S. 113–116 (biodiversitylibrary.org [abgerufen am 29. September 2011]).
- zusammen mit Marc Athanase Parfait Œillet Des Murs: Nouvelle espèce de Coucou se rapprochant du genre Piaya décrite par MM. Jules Verreaux et O. Des Murs, Cuculus macrourus. In: Revue et magasin de zoologie pure et appliquée. Band 1, 1849, S. 277 (biodiversitylibrary.org [abgerufen am 29. September 2011]).

### Jahr 1850
- Remarques faites sur plusieurs espèces d’animaux et de végétaux qu’il serait utile d’introduire en France, par MJ-P. Verreaux. In: Revue et magasin de zoologie pure et appliquée. Band 1, 1849, S. 59–64 (biodiversitylibrary.org [abgerufen am 29. September 2011]).
- Description d’une nouvelle espèce de Palæornis, par M. Jules Verreaux. In: Revue et magasin de zoologie pure et appliquée. Band 2, 1850, S. 193–208 (biodiversitylibrary.org [abgerufen am 29. September 2011]).

### Jahr 1851
- zusammen mit Édouard Verreaux: Descriptions d’espèces nouvelles, rares ou peu connues, d’Oiseaux du Gabon (Afrique occidentale) par MM. Jules et Édouard Verreaux. In: Revue et magasin de zoologie pure et appliquée. Band 3, 1851, S. 257–272 (biodiversitylibrary.org [abgerufen am 29. September 2011]).
- zusammen mit Édouard Verreaux: Descriptions d’espèces nouvelles, rares ou peu connues, d’Oiseaux du Gabon (Afrique occidentale) par MM. Jules et Édouard Verreaux. In: Revue et magasin de zoologie pure et appliquée. Band 3, 1851, S. 306–317 (biodiversitylibrary.org [abgerufen am 29. September 2011]).
- zusammen mit Édouard Verreaux: Descriptions d’espèces nouvelles, rares ou peu connues, d’Oiseaux du Gabon (Afrique occidentale) par MM. Jules et Édouard Verreaux. In: Revue et magasin de zoologie pure et appliquée. Band 3, 1851, S. 417–424 (biodiversitylibrary.org [abgerufen am 29. September 2011]).
- zusammen mit Édouard Verreaux: Descriptions d’espèces nouvelles d’Oiseaux du Gabon (côte occidentale d’Afrique ) par MM. Jules et Éd. Verreaux. In: Revue et magasin de zoologie pure et appliquée. Band 3, 1851, S. 513–516 (biodiversitylibrary.org [abgerufen am 29. September 2011]).

### Jahr 1852
- Note sur le genre ornithologique Spermospiza, G.-R. Gray, et description du mâle, nouvellement découvert, du S. guttata, Vieillot par M. Jules Verreaux. In: Revue et magasin de zoologie pure et appliquée. Band 4, 1852, S. 312–314 (biodiversitylibrary.org [abgerufen am 29. September 2011]).
- Description d’une nouvelle espèce d’oiseau du genre Callirhynchus par M. J. Verreaux. In: Revue et magasin de zoologie pure et appliquée. Band 4, 1852, S. 314–316 (biodiversitylibrary.org [abgerufen am 29. September 2011]).

### Jahr 1853
- zusammen mit Édouard Verreaux: Note du genre Lophornis, Ch. Bp. – Lophornis Verrauxii Bourc. par MM. Jules et Éd. Verreaux. In: Revue et magasin de zoologie pure et appliquée. Band 5, 1853, S. 193 (biodiversitylibrary.org [abgerufen am 29. September 2011]).
- zusammen mit Édouard Verreaux: Description d’Oiseaux nouveaux, par MM. Jules et Édouard Verreaux. In: Revue et magasin de zoologie pure et appliquée. Band 5, 1853, S. 193–197 (biodiversitylibrary.org [abgerufen am 29. September 2011]).
- zusammen mit Édouard Verreaux: Errata. In: Revue et magasin de zoologie pure et appliquée. Band 5, 1853, S. 288 (biodiversitylibrary.org [abgerufen am 29. September 2011]).

### Jahr 1855
- zusammen mit Édouard Verreaux: Observations sur les mœurs des Oiseaux exotiques par MM. Édouard et Jules Verreaux. In: Revue et magasin de zoologie pure et appliquée. Band 7, 1855, S. 174–177 (biodiversitylibrary.org [abgerufen am 29. September 2011]).
- zusammen mit Édouard Verreaux: Description d’oiseaux nouveaux de l’Afrique méridionale et occidentale, par MM. Jules et Edouard Vekreaux. In: Revue et magasin de zoologie pure et appliquée. Band 7, 1855, S. 217–222 (biodiversitylibrary.org [abgerufen am 29. September 2011]).
- zusammen mit Édouard Verreaux: Description d’oiseaux nouveaux de l’Afrique méridionale et occidentale, par MM. Jules et Edouard Vekreaux. In: Revue et magasin de zoologie pure et appliquée. Band 7, 1855, S. 270–274 (biodiversitylibrary.org [abgerufen am 29. September 2011]).
- zusammen mit Édouard Verreaux: III. Mélanges et Nouvelles – MM. Jules et Edouard Verreaux nous adressent les descriptions suivantes d’Oiseaux nouveaux nouvellement découverts par les voyageurs qu’ils entretiennent dans divers pays. In: Revue et magasin de zoologie pure et appliquée. Band 7, 1855, S. 348–352 (biodiversitylibrary.org [abgerufen am 29. September 2011]).
- zusammen mit Édouard Verreaux: Observations sur les mœurs des Oiseaux exotiques par MM. Édouard et Jules Verreaux. In: Revue et magasin de zoologie pure et appliquée. Band 7, 1855, S. 353–355 (biodiversitylibrary.org [abgerufen am 29. September 2011]).
- zusammen mit Édouard Verreaux: Notice sur le genre Phænicophæus, Vieill., Malcoha, Cuv.; par MM. J. et Éd. Verreaux. In: Revue et magasin de zoologie pure et appliquée. Band 7, 1855, S. 356–357 (biodiversitylibrary.org [abgerufen am 29. September 2011]).
- zusammen mit Édouard Verreaux: Observations sur les mœurs des Oiseaux de l’Afrique méridionale et occidentale par MM. Jules et Édouard Verreaux. In: Revue et magasin de zoologie pure et appliquée. Band 7, 1855, S. 414–422 (biodiversitylibrary.org [abgerufen am 29. September 2011]).
- zusammen mit Édouard Verreaux: Observations sur les mœurs des Oiseaux de l’Afrique méridionale et occidentale par MM. Jules et Édouard Verreaux. In: Revue et magasin de zoologie pure et appliquée. Band 7, 1855, S. 511–513 (biodiversitylibrary.org [abgerufen am 29. September 2011]).
- zusammen mit Édouard Verreaux: Description et figure d’un Oiseau nouveau du Gabon par MM. Jules et Éd. Verreaux. In: Revue et magasin de zoologie pure et appliquée. Band 7, 1855, S. 555–556 (biodiversitylibrary.org [abgerufen am 29. September 2011]).
- Zusammen mit Édouard Verreaux (Nisus Toussenelii zusätzlich mit Marc Athanase Parfait Œillet Des Murs): Oiseaux nouveaux du Gabon. In: Journal für Ornithologie. Band 3, Nr. 14, 1855, S. 101–106 (biodiversitylibrary.org [abgerufen am 12. Dezember 2012]).

### Jahr 1856
- zusammen mit Édouard Verreaux: Description d’une espèce nouvelle de Veuve par MM. Verreaux. In: Revue et magasin de zoologie pure et appliquée. Band 8, 1856, S. 260–262 (biodiversitylibrary.org [abgerufen am 29. September 2011]).
- Note sur un Nouveau Genre des Oiseaux de Proie. In: Proceedings of the Zoological Society of London. Band 24, 1856, S. 145–146 (biodiversitylibrary.org [abgerufen am 29. Januar 2013]).
- Note sur le Messager on Serpentaire du Cap de Bonne-Espérance (Serpentarius reptilivorus, Daud.). In: Proceedings of the Zoological Society of London. Band 24, 1856, S. 348–352 (biodiversitylibrary.org [abgerufen am 29. Januar 2013]).

### Jahr 1857
- zusammen mit Édouard Verreaux: Pitta Mathilda, J. et Ed. Verr. In: Revue et magasin de zoologie pure et appliquée. Band 9, 1857, S. 303–304 (biodiversitylibrary.org [abgerufen am 29. September 2011]).
- Description et figure d’une nouvelle espèce de Geai découverte, par M. le capitaine Loche, en Algérie; par M. Jules Verreaux. In: Revue et magasin de zoologie pure et appliquée. Band 9, 1857, S. 439–441 (biodiversitylibrary.org [abgerufen am 29. September 2011]).
- Note sur le Messager ou Serpentaire du Cap de Bonne-Espérance (Serpentarius reptilivorus, Daud.) et sur la Grue caronculée; par M. Jules Verreaux. In: Bulletin de la Société impériale zoologique d’acclimatation. Band 4, 1857, S. 298–304 (books.google.de [abgerufen am 29. September 2011]).

### Jahr 1858
- Description d’Oiseaux nouveaux; par M. Jules Verreaux. In: Revue et magasin de zoologie pure et appliquée. Band 10, 1858, S. 304–306 (biodiversitylibrary.org [abgerufen am 29. September 2011]).
- Description d’un Perroquet nouveau; par M. Jules Verreaux. In: Revue et magasin de zoologie pure et appliquée. Band 10, 1858, S. 437–438 (biodiversitylibrary.org [abgerufen am 29. September 2011]).
- Note sur le Perroquet mercenaire de Tschûdy; par M. Jules Verreaux. In: Revue et magasin de zoologie pure et appliquée. Band 10, 1858, S. 513–514 (biodiversitylibrary.org [abgerufen am 29. September 2011]).

### Jahr 1859
- in James Thomson: "Arcana naturae", ou Archives d’histoire naturelle: Description d’une espèce nouvelle d’oiseau. Band 1. J.-B. Baillière et fils, Paris 1859, S. 35–36.
- Description d'une nouvelle espèce de Barbu de l'Afrique. In: Proceedings of the Zoological Society of London. Band 27, 1858, S. 393–400 (biodiversitylibrary.org [abgerufen am 29. September 2011]).

### Jahr 1860
- Description d'un Oiseau nouveau. In: Revue et magasin de zoologie pure et appliquée (= 2). Band 12, 1860, S. 206–207 (biodiversitylibrary.org).
- zusammen mit Marc Athanase Parfait Œillet Des Murs: Oiseaux de la Nouvelle-Calédonie; espèces nouvelles décrites par MM. Jules Verreaux et O. Des Murs. In: Revue et magasin de zoologie pure et appliquée. Band 12, 1860, S. 280 (biodiversitylibrary.org [abgerufen am 24. September 2011]).
- zusammen mit Marc Athanase Parfait Œillet Des Murs: Description d’Oiseaux nouveaux de la Nouvelle-Calédonie et indication des espèce déja connus de ce pays, par MM. Jules Verreaux et O. Des Murs. In: Revue et magasin de zoologie pure et appliquée. Band 12, 1860, S. 383–396 (biodiversitylibrary.org [abgerufen am 24. September 2011]).
- zusammen mit Marc Athanase Parfait Œillet Des Murs: Description d’Oiseaux nouveaux de la Nouvelle-Calédonie et indication des espèce déja connus de ce pays, par MM. Jules Verreaux et O. Des Murs. In: Revue et magasin de zoologie pure et appliquée. Band 12, 1860, S. 431–443 (biodiversitylibrary.org [abgerufen am 24. September 2011]).

### Jahr 1862
- IV. Melanges et nouvelle: Dans la séance du 18 décembre 1861 de l’Academie nationale agricole et manufacturière, M. le docteur Cornay a entretenu ses honorable confréres du Traité d’Oologie ornithologique de M. O. Des Murs. In: Revue et magasin de zoologie pure et appliquée. Band 14, 1862, S. 43–44 (biodiversitylibrary.org [abgerufen am 29. September 2011]).
- IV. Melanges et nouvelle:Instructions aux collecteurs doeufs d’oiseaux, par Alfred Newton, membre de la Sociét’Linnéenne et de la Société zoologique de Londre, etc. Traduction faite, avec l’approbation de l’auteur, d’après la circulaire de l’Institution Smithsonienne de Washington, par M. J. Verreaux. In: Revue et magasin de zoologie pure et appliquée. Band 12, 1860, S. 285–293 (biodiversitylibrary.org [abgerufen am 29. September 2011]).
- IV. Melanges et nouvelle:Instructions aux collecteurs d’œufs d’oiseaux, par Alfred Newton, membre de la Sociét’Linnéenne et de la Société zoologique de Londre, etc. Traduction faite, avec l’approbation de l’auteur, d’après la circulaire de l’Institution Smithsonienne de Washington, par M. J. Verreaux. In: Revue et magasin de zoologie pure et appliquée. Band 12, 1860, S. 319–331 (biodiversitylibrary.org [abgerufen am 29. September 2011]).
- mit Jean-Charles Chenu, Marc Athanase Parfait Œillet Des Murs: Leçons élémentaires sur l’histoire naturelle des oiseaux. Band 1. L. Hachette, Paris 1862.
- mit Jean-Charles Chenu, Marc Athanase Parfait Œillet Des Murs: Leçons élémentaires sur l’histoire naturelle des oiseaux. Band 2. L. Hachette, Paris 1862 (archive.org [abgerufen am 24. September 2011]).
- mit Jean-Charles Chenu, Marc Athanase Parfait Œillet Des Murs: Musée Ornithologique. Collection des Planches coloriées de tous les Oiseaux connus, classés par Ordres, Familles et Genres. Paris 1862 (online [abgerufen am 24. September 2011] Nur Information zum Buch).
- in Louis Maillard: Notes sur l'île de la Réunion second Partie Annexes: Annexe a la liste des Oiseaux. Band 2. Dentu, Paris 1862, S. 1–4 (gallica.bnf.fr [abgerufen am 30. September 2011]).
- zusammen mit Marc Athanase Parfait Œillet Des Murs: Description d’une nouvelle espèce de Pigeon du genre Leucotreron. In: The Ibis. Band 4, Nr. 16, 1862, S. 342–343 (biodiversitylibrary.org).

### Jahr 1863
- Catalogue des oiseaux de la collection de feu Mr. le Baron de Lafresnaye de Falaise. Gelin & Keller, Paris 1863.

### Jahr 1865
- in Auguste Vinson: Voyage à Madagascar au couronnement de Radama II: Annexe A. Catalogue des Mammifères de Madagascar connus jusqu'a ce jour. A la Librairie encyclopédique de Roret, Paris 1865, S. 1–4 (gallica.bnf.fr [abgerufen am 30. September 2011]).
- in Auguste Vinson: Voyage à Madagascar au couronnement de Radama II: Annexe B. Catalogue des Oiseaux de Madagascar connus jusqu'a ce jour. A la Librairie encyclopédique de Roret, Paris 1865, S. 1–6 (gallica.bnf.fr [abgerufen am 30. September 2011]).
- Jules Verreaux in Alphonse Milne-Edwards: Rapport sur quelques acquisitions nouvelles faites oar la Galerie ornithologique du Muséum adressé à l'assemblée des Professeurs-administrateurs, le 17 Octobre 1865. In: Nouvelles archives du Muséum d’histoire naturelle. Band 1, 1865, S. 75–78 (biodiversitylibrary.org).

### Jahr 1866
- Description de deux oiseaux nouveaux pour les faunes de Madagascar et de la Columbie, par M. Jules Verreaux. In: Revue et magasin de zoologie pure et appliquée. Band 18, 1866, S. 353–356 (biodiversitylibrary.org [abgerufen am 29. September 2011]).
- Description de quelques oiseaux nouveaux appartenant à la collection zoologique du Muséum, par J. Verreaux. In: Nouvelles archives du Muséum d’histoire naturelle. Band 2, 1866, S. 21–25 (biodiversitylibrary.org [abgerufen am 30. September 2011]).
- mit Étienne Mulsant, Édouard Verreaux: Essai d’une classification méthodique des trochilidés ou oiseaux-mouches. F. Savy, Paris 1866 (biodiversitylibrary.org [abgerufen am 28. September 2011]).
- mit Étienne Mulsant, Édouard Verreaux: Description d’une nouvelle espèce d’Oiseau-Mouche (Diphlogena (Helianthea) Traviesi). In: Annales de la Société Linnéenne de Lyon. Band 13, 1866, S. 391 (books.google.de [abgerufen am 28. September 2011]).

### Jahr 1867
- Description de quelques nouvelles espéces d’oiseaux appartenant a la collection zoologique du Muséum. In: Nouvelles archives du Muséum d’histoire naturelle. Band 3, 1867, S. 3–8 (biodiversitylibrary.org [abgerufen am 30. September 2011]).
- Catalogue d’Oiseaux récoltés par Mgr. Perny, évêque du Su-tchuen, dans le nord de la Chine, et description de deux espèces nouvelles par M. Jules Verreaux. In: Revue et magasin de zoologie pure et appliquée. Band 19, 1867, S. 169–174 (biodiversitylibrary.org [abgerufen am 30. September 2011]).
- Description d’un Pic nouveau, par M. Jules Verreaux. In: Revue et magasin de zoologie pure et appliquée. Band 19, 1867, S. 271–272 (biodiversitylibrary.org [abgerufen am 30. September 2011]).
- Description du Lophophore Drouyn de Lhuys (Lophophorus Lhuysii) et de l’Ithagine Geoffroy (Ithaginis Geoffroyi) par Jules Verreaux. In: Bulletin de la Société impériale zoologique d’acclimatation. Band 4, 1867, S. 705–711 (biodiversitylibrary.org [abgerufen am 30. September 2011]).
- Ueber eine neue Numida. Nach brieflicher Mittheilung von Jules Verreaux übersetzt von Dr. G. Hartlaub. In: Journal für Ornithologie. Band 15, Nr. 85, 1867, S. 36–37 (biodiversitylibrary.org [abgerufen am 12. Dezember 2012]).

### Jahr 1868
- Notes ornithologiques par M. Jules Verreaux. In: Annales des sciences naturelles: Zoologie et paleontologie. Band 10, 1868, S. 68 (books.google.de [abgerufen am 30. September 2011]).
- Description de quelques nouvelles espéces d’oiseaux, par J. Verreaux. In: Nouvelles archives du Muséum d’histoire naturelle. Band 4, 1868, S. 85–89 (archive.org [abgerufen am 30. September 2011]).
- Observation ornithologiques, par le lieutenant-colonel Rob. C. Tytler, de l’armée indienne (traduites par Jules Verreaux). In: Revue et magasin de zoologie pure et appliquée. Band 20, 1868, S. 193–199 (biodiversitylibrary.org [abgerufen am 23. Dezember 2012]).

### Jahr 1869
- Description de deux oiseaux de la collection zoologique du muséum qui constituent des espèces nouvelle, par J. Verreaux. In: Nouvelles archives du Muséum d’histoire naturelle. Band 5, 1869, S. 15–17 (biodiversitylibrary.org [abgerufen am 30. September 2011]).
- Notes sur quelques oiseaux considérés comme nouveaux: provenant du voyage de l’Abbé Armand David dans le Thibet oriental, par J. Verreaux. In: Nouvelles archives du Muséum d’histoire naturelle. Band 5, 1869, S. 33–36 (biodiversitylibrary.org [abgerufen am 30. September 2011]).

### Jahr 1870
- Note sur les nouvelles espèces d’Oiseaux recueillis par M. l’abbé Armand David dans les montagnes du Thibet chinois, par M. J. Verreaux. In: Nouvelles archives du Muséum d’histoire naturelle. Band 6, 1870, S. 33–40 (biodiversitylibrary.org [abgerufen am 24. September 2011]).

### Jahr 1871
- Description des oiseaux nouveaux ou incomplètement connus collectés par M. l’Abbe Armand David pendant son voayage dans le Thibet Oriental et la partie adjacente de la Chine, par M. J. Verreaux. In: Nouvelles archives du Muséum d’histoire naturelle. Band 7, 1871, S. 25–66 (biodiversitylibrary.org [abgerufen am 24. September 2011]).

### Jahr 1872
- Additions au Journal du Voyage de M. l’abbé Armand David par M. J. Verreaux. In: Nouvelles archives du Muséum d’histoire naturelle. Band 8, 1872, S. 137–138 (biodiversitylibrary.org [abgerufen am 30. September 2011]).
- mit Étienne Mulsant: Description d’une espèce nouvelle d’oiseaux-mouche (Heliotrypha Barrali). In: Annales de la Société Linnéenne de Lyon. Band 18, 1869, S. 106–107 (books.google.de [abgerufen am 28. September 2011]).
- mit Étienne Mulsant: Description d’une espèce nouvelle d’oiseaux-mouche (Talurauia Lerchi). In: Annales de la Société Linnéenne de Lyon. Band 18, 1869, S. 108–109 (books.google.de [abgerufen am 28. September 2011]).
- mit Étienne Mulsant: Description d’une espèce nouvelle d’oiseaux-mouche (Hylocharis Magica). In: Annales de la Société Linnéenne de Lyon. Band 18, 1869, S. 110–112 (books.google.de [abgerufen am 28. September 2011]).
- mit Étienne Mulsant: Description d’une espèce nouvelle d’oiseaux-mouche (Doryfera Euphrasinae). In: Annales de la Société Linnéenne de Lyon. Band 18, 1869, S. 319–320 (books.google.de [abgerufen am 28. September 2011]).

### Jahr 1879
- Note sur l' Aptéryx maxima, par J. Verreaux. In: Bulletin de la Société philomathique de Paris. Band 3, 1879, S. 120–121 (biodiversitylibrary.org [abgerufen am 30. September 2011]).